# Shimun IV Basidi
Shimun IV Basidi (Beth Sayyade, ... – Monastero di Rabban Ormisda, 20 febbraio 1497) è stato un vescovo cristiano orientale siro, patriarca della Chiesa d'Oriente nella seconda metà del XV secolo.

## Biografia

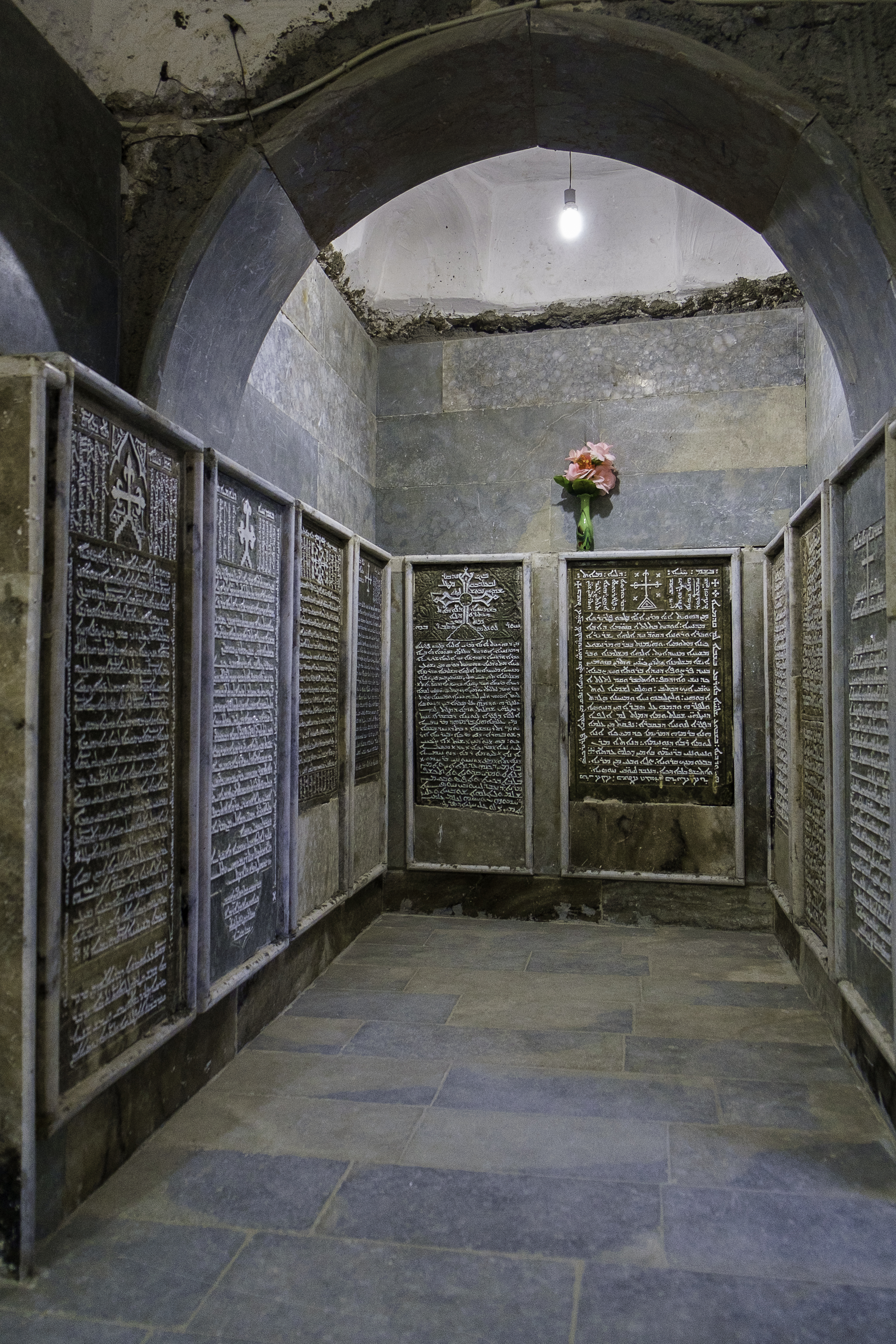
Il corridoio con le pietre tombali di patriarchi della Chiesa assira d'Oriente nel monastero di Rabban Ormisda.

Poche sono le informazioni su questo patriarca della Chiesa d'Oriente. Il soprannome arabo Basidi potrebbe indicare che lui o la sua famiglia provenivano dal villaggio di Beth Sayyade nelle vicinanze di Erbil.
Incerta è l'epoca in cui fu eletto patriarca. Secondo le tradizionali cronotassi dei patriarchi della Chiesa d'Oriente, Shimun IV sarebbe succeduto a Elia IV, morto nel 1437, e sarebbe vissuto fino al 1497. Tuttavia, il colophon di un manoscritto attesta l'esistenza di un patriarca di nome Shimun già nel 1429/1430. Questo porterebbe ad un episcopato di quasi 70 anni. Alcuni autori suggeriscono di posticipare l'inizio del suo patriarcato attorno al 1450, e di attribuire le precedenti attestazioni di un patriarca di nome Shimun a Shimun III. Altri invece fanno iniziare il suo patriarcato attorno al 1477. Altri ancora infine pongono il suo patriarcato tra il 1437 e il 1477.
Un manoscritto del 1552, attribuito a sostenitori di Shimun VIII e fautori dell'unione con la Chiesa cattolica, accusa Shimun IV di aver introdotto nella Chiesa d'Oriente l'ereditarietà della carica di patriarca, nominando soltanto metropoliti della sua famiglia e designando il suo successore natar kursya, modificando in questo modo il significato di quest'antichissimo ufficio ecclesiastico.
Un quadro diverso da quello del documento del 1552, è dipinto da una nota contenuta in un manoscritto copiato a Mosul nel 1484 dall'arcidiacono Ishoʿ, addetto al patriarcato. Secondo questa testimonianza, durante il patriarcato di Shimun IV, «la Chiesa era in pace, i conventi e i fratelli godevano di libertà, i monasteri in rovina furono restaurati, il numero dei sacerdoti e dei leviti si moltiplicarono, e i fedeli furono benedetti per l'intercessione» del sovrano Yaqub degli Ak Koyunlu. Un'altra nota manoscritta, datata 1488, afferma specificamente che Shimun IV intervenne con successo presso Yaqub per far riaprire le chiese nei distretti orientali del regno.
Shimun IV pose probabilmente la sua sede patriarcale nel monastero di Rabban Ormisda, nei pressi di Alqosh, dove morì il 20 febbraio 1497, come documenta l'epitaffio che si trova nella cripta del monastero. L'epitaffio fu scritto da Mār Henān-Īšō‛ (o Khnanishu) che potrebbe essere stato il natar kursya di Shimun IV, dunque suo successore con il nome di Shimun V, oppure il natar kursya dello stesso Shimun V.